# Miguel García-Posada
Miguel García-Posada Huelva (Sevilla, 22 de noviembre de 1944-Madrid, 18 de enero de 2012), fue un filólogo, crítico literario y escritor español.

## Trayectoria académica
Licenciado en Filología por la Universidad de Granada y doctor en Filología Hispánica por la Universidad Autónoma de Madrid —con una tesis sobre Poeta en Nueva York, de Federico García Lorca, dirigida por Fernando Lázaro Carreter— fue catedrático de Institutos Nacionales de Enseñanza Media (su último destino fue el Instituto Beatriz Galindo, de Madrid, del que fue profesor desde 1973 y director hasta 1997). Asimismo, fue funcionario de la Consejería de Cultura de la Comunidad Autónoma de Madrid hasta su jubilación. Como profesor visitante y conferenciante intervino en diversas universidades españolas y extranjeras y, del mismo modo, en numerosos simposios y coloquios españoles e internacionales. Fue jurado de los Premios Príncipe de Asturias, del Premio Nacional de las Letras Españolas, de los Premios Nacionales de Literatura, los Premios de las Letras, el Premio Cervantes, el Premio de la Crítica, el Premio Literario Europeo y el Premio Reina Sofía, entre otros.

## Actividad crítica
Crítico del diario ABC (1983–1991) y del diario El País (1991-2001), donde ejerció también como articulista de opinión, fue Premio Luca de Tena en (1988). En sus últimos años se desempeñó como crítico del diario ABC en su suplemento cultural ABCD (2001 -  2009). Sus trabajos de investigación han sido publicados en Hispanic Review, Ínsula o Anales de Literatura Española Contemporánea, entre otras de similar importancia. También fue colaborador en otros medios de comunicación españoles como Informaciones, Cambio 16, Cuenta y Razón o El Siglo y presidente de la Asociación Española de Críticos Literarios entre 1996 y 2009.
Escribió numerosos artículos en diversas revistas especializadas en crítica e historia de la Literatura Española y prólogos a obras de Francisco Ayala, Azorín, Pío Baroja, Adolfo Bioy Casares, Rubén Darío, Alfonso Grosso, Francisco Umbral, Miguel de Unamuno o Christa Wolf.  En el periodo 1997–2010 fue Coordinador del Área de Cultura de la Consejería de Educación y Cultura de la Comunidad de Madrid organizando exposiciones, ciclos de conferencias, representaciones de obras dramáticas y dirigiendo la asesoría de la colección Letras Madrileñas Contemporáneas (en coedición con Visor).
Miguel García-Posada fue uno de los críticos literarios más influyentes de la prensa española desde mediados de los años 1980 hasta sus últimos días. En esa labor, consiguió, por ejemplo, publicar por vez primera los Sonetos del amor oscuro de Federico García Lorca en el diario ABC (1984). Su incansable estudio del poeta granadino se plasma, además, en la minuciosa edición de Romancero Gitano de (1989). En las páginas que escribió en la prensa se ocupó de las obras literarias de autores como Luis Alberto de Cuenca, Luis García Montero, Benjamín Prado, Andrés Trapiello o Mario Vargas Llosa, entre otros.
Por su labor crítica mantuvo incondicionales adhesiones literarias y también polémicas con críticos y escritores del momento, como la del académico Arturo Pérez-Reverte, en la que también terció a favor del crítico Miguel Sanfeliu. El poeta Fernando Ortiz escribió en 2012 que fue crítico habitual y riguroso de la actualidad poética en diarios como ABC y El País, entre otros. Sagaz, elegante, educado, de fino trato, buen lector de Cervantes y Galdós y amigo de sus amigos. Así me gusta recordarlo en esta hora amarga. También como el exquisito articulista que escribió algunas de las mejores terceras páginas del último cuarto de siglo de ABC.
José Ignacio Primo, en el diario La Opinión de Zamora, expresó la impresión de muchos de sus compañeros de estudios y de empresas literarias: Por encima de todo, era una persona de una larga cultura, trabajador incansable, de fina sensibilidad, hombre comprometido con el tiempo que le ha tocado vivir, que nos deja una obra que sobrevivirá y a la que habrá que acudir con más frecuencia de lo que algunos creen. Su fino sentido crítico será recordado por los que seguíamos sus artículos. Descansa en paz, amigo, compañero.
García-Posada dedicó gran parte de su labor crítica a analizar en profundidad obras de autores como Francisco Umbral o Mario Vargas Llosa. Del primero escribió un amplio estudio introductorio a su novela lírica Mortal y rosa y una antología de sus textos bajo el título La rosa y el látigo. Sobre Mario Vargas Llosa preparó una antología de sus textos con el título de Una historia no oficial.
Fruto de su labor de análisis de la poesía posterior a 1975 fue la indispensable antología La nueva poesía (1975-1992) en la que analizó con profundidad filológica la poesía de los años posteriores al franquismo y, singularmente, la de los poetas Miguel D'Ors, Fernando Ortiz, Eloy Sánchez Rosillo, Luis Alberto de Cuenca, Ana Rossetti, Andrés Trapiello, Luis García Montero, Blanca Andreu o Almudena Guzmán, entre otros.
Mantuvo, así mismo, una estrecha relación literaria y de amistad con los poetas Julia Uceda, Mauro Armiño, José Manuel Caballero Bonald y los citados en La nueva poesía (1975-1992).

## Obra literaria
Poesía
- El paraíso y las hachas (1968)
- Días precarios (2007)
- La lealtad del sueño (2008)
- Inclemencias (2008)

Ensayo
- El comentario de textos literarios, 1982
- Lorca: interpretación de Poeta en Nueva York (1982)
- Los poetas de la Generación del 27, 1992
- Acelerado sueño: memoria de los poetas del 27 (1999)
- El vicio crítico (2000)
- De libros y desprestigios, 2003

Memorias
- La Quencia (1998)
- Cuando el aire no es nuestro, 2001
- Las ramas de oro, 2002

Novela
- La sangre oscura (2006)
- La ausencia (2010)

Otros
- Ciencia y Poesía, en blogs Madri+d 2005-2008, 271 artículos. Dirección General de Investigación de la Consejería de Educación de la Comunidad de Madrid

## Obra crítica (selección)
- 40 años de poesía española, Madrid, Cincel, 1979.
- Azorín, Valencia. Madrid, Madrid, Alfaguara, 1998.
- Medio siglo de narrativa española (1951-2000). Cinco voces ante el arte de narrar. Con Francisco Umbral, Luis Landero, Luis Mateo Díez, José Manuel Caballero Bonald, Josefina Aldecoa y Miguel García-Posada. Madrid, Comunidad de Madrid, 2002.
- El teatro religioso en la obra de Gil Vicente, coordinador Miguel García-Posada. Madrid, Comunidad de Madrid, 2005.
- Émile Durkheim, La división del trabajo social, Madrid, Akal, 1987.
- Explorando el mundo. Poesía de la ciencia. Antología: de Lucrecio a nuestro días. Edición de Miguel García-Posada. Madrid, Gadir Editorial 2006, 303 p. Con otros autores. Basado en artículos recogidos en el blog Ciencia y Poesía.
- Federico García Lorca, Obras Completas, Madrid, Akal, 1980. (Poesía 1 y 2, 2.ª edición, Madrid, Akal, 1982).
- Federico García Lorca, Oda y burla de Sesostris y Sardanápalo, Ferrol, S. C. V.-I., 1985.
- Federico García Lorca, Primer romancero gitano, Madrid, Castalia, 1989.
- Federico García Lorca, La casa de Bernarda Alba, Madrid, Castalia, 1990.
- Federico García Lorca, Yerma, Madrid, Espasa-Calpe, 1991.
- Federico García Lorca, Prosa, Galaxia-Gutenberg, 1996.
- Federico García Lorca, Obras completas, Galaxia-Gutenberg, 1996.
- Francisco Umbral, Mortal y rosa, Madrid, Cátedra, 2001.
- Guía del Madrid galdosiano. Madrid, Comunidad de Madrid, 2005, 124 p. Guía del Madrid galdosiano 2.ª edición, 2008, 141 p. Biblioteca Madrileña de Bolsillo, 21.
- Guía del Madrid barojiano. Madrid, Comunidad de Madrid, 2007, 190 p. Biblioteca Madrileña de Bolsillo, 22.
- Heterodoxos e incómodos en la historia y la literatura españolas de la Edad Contemporánea. Con Miguel García-Posada, Juan Francisco Fuentes, Mauro Armiño, Alberto González Troyano, Andrés Trapiello. Madrid, Comunidad de Madrid, 2003.
- Ignacio Aldecoa, Neutral corner, Madrid, Alfaguara, 1996.
- José Hierro, Poesías Completas (1947-2002), Madrid, Visor, 2009; con Julia Uceda.
- La nueva poesía (1975–1992), Barcelona, Crítica, 1996.
- Literatura española: 2º curso de BUP, Madrid, Júcar, 1986. Con Dámaso Chicharro.
- Lope de Vega, Poesía, Barcelona, Plaza y Janés, 1984. (Madrid, Libertarias, 1998).
- Max Aub, Mis páginas mejores, Fondo de Cultura Económica, 2000.
- Una realidad tierna y cruda. El viajero español, de Ignacio Aldecoa, con prólogo de Miguel García-Posada. Madrid, Visor-Comunidad de Madrid, 2007. Letras Madrileñas Contemporáneas, 25.
- Valencia y Madrid, de Azorín, con prólogo de Miguel García-Posada. Madrid, Visor-Comunidad de Madrid, 2005. Letras Madrileñas Contemporáneas, 16.

## Premios
- Premio Luca de Tena (1988)
- XXIX Premio Ciudad de Melilla de Poesía (2007)